# Novelé
Novelé (en valenciano y oficialmente Novetlè) es un municipio de la Comunidad Valenciana, España. Perteneciente a la provincia de Valencia, en la comarca de La Costera.

## Geografía
Su término está prácticamente englobado dentro del de Játiva, excepto por su parte oeste. En la montaña predominan los materiales cretácicos, mientras que junto al lecho del río encontramos sedimentos cuaternarios sobre los que se desarrolla la agricultura. La población está situada en terreno llano, en la ribera del río Cáñoles. Además en la sierra de Vernisa, a los pies de la cual crece la población, hay abundante caza, deporte que practican los habitantes del pueblo.
Desde Valencia, se accede a esta localidad a través de la A-7 para enlazar con la CV-40 y finalizar en la CV-645.

### Localidades limítrofes
El término municipal de Novelé limita con las siguientes localidades:
La Granja de la Costera, Játiva, Torrella y Vallés, todas ellas de la provincia de Valencia.

## Historia
Fue una alquería árabe que compraron los caballeros de la familia Tallada, con abolengo en aquella zona por haber intervenido sus predecesores en la conquista de Játiva a los musulmanes.
Eclesiásticamente dependió de Játiva, de donde fue desmembrada en 1534, convirtiéndose en rectoría de moriscos.

## Demografía
Novelé cuenta con una población de 849 habitantes (INE 2024).
| Gráfica de evolución demográfica de Novelé entre 1842 y 2021                                                        |
| |
| Población de derecho según los censos de población del INE Población de hecho según los censos de población del INE |

## Economía
Su principal riqueza económica radica en el cultivo de los naranjos.
La industria, a pesar de contar con una fundición de metales y con almacenes de naranja, no está lo suficientemente desarrollada como para ejercer como reactivo en el crecimiento demográfico.

### Evolución de la deuda viva
El concepto de deuda viva contempla sólo las deudas con cajas y bancos relativas a créditos financieros, valores de renta fija y préstamos o créditos transferidos a terceros, excluyéndose, por tanto, la deuda comercial.
| Gráfica de evolución de la deuda viva del ayuntamiento entre 2008 y 2014                             |
| |
| Deuda viva del ayuntamiento en miles de Euros según datos del Ministerio de Hacienda y Ad. Públicas. |

La deuda viva municipal por habitante en 2014 asciende a 1745,32 €.

## Administración y política
| Periodo   | Nombre                                                                                                  | Partido   |
| --------- | --- | --------- |
| 1979-1983 | Rafel Vila Pla                                                                                          | UCD       |
| 1983-1987 | Josefa Mateu Palomares                                                                                  | PSPV-PSOE |
| 1987-1991 | Josefa Mateu Palomares                                                                                  | PSPV-PSOE |
| 1991-1995 | Josefa Mateu Palomares                                                                                  | PSPV-PSOE |
| 1995-1999 | Josefa Mateu Palomares                                                                                  | PSPV-PSOE |
| 1999-2003 | Josefa Mateu Palomares                                                                                  | PSPV-PSOE |
| 2003-2007 | Josefa Mateu Palomares                                                                                  | PSPV-PSOE |
| 2007-2011 | Josefa Mateu Palomares                                                                                  | PSPV-PSOE |
| 2011-2015 | Josefa Mateu Palomares Joaquín Mateu Vinaches (desde 22/10/2013) Rafael Vila Noguera (desde 27/01/2015) | PSPV-PSOE |
| 2015-2019 | Rafael Vila Noguera                                                                                     | PSPV-PSOE |
| 2019-2023 | Rafael Vila Noguera                                                                                     | PSPV-PSOE |

## Patrimonio
- Iglesia parroquial. De planta de cruz latina y con cúpula.
- Palacio de Tallada. Antiguo palacio de la familia Tallada que, tras años de restauración y siendo ahora un edificio totalmente funcional, es ahora el actual ayuntamiento del municipio.
- Lavadero de la Localidad. Antiguo lavadero ahora en desuso, destaca un mosaico del cristo del perdón, patrón de la localidad. El lavadero ha sido recientemente restaurado, conservando todos sus elementos estructurales y arquitectónicos.

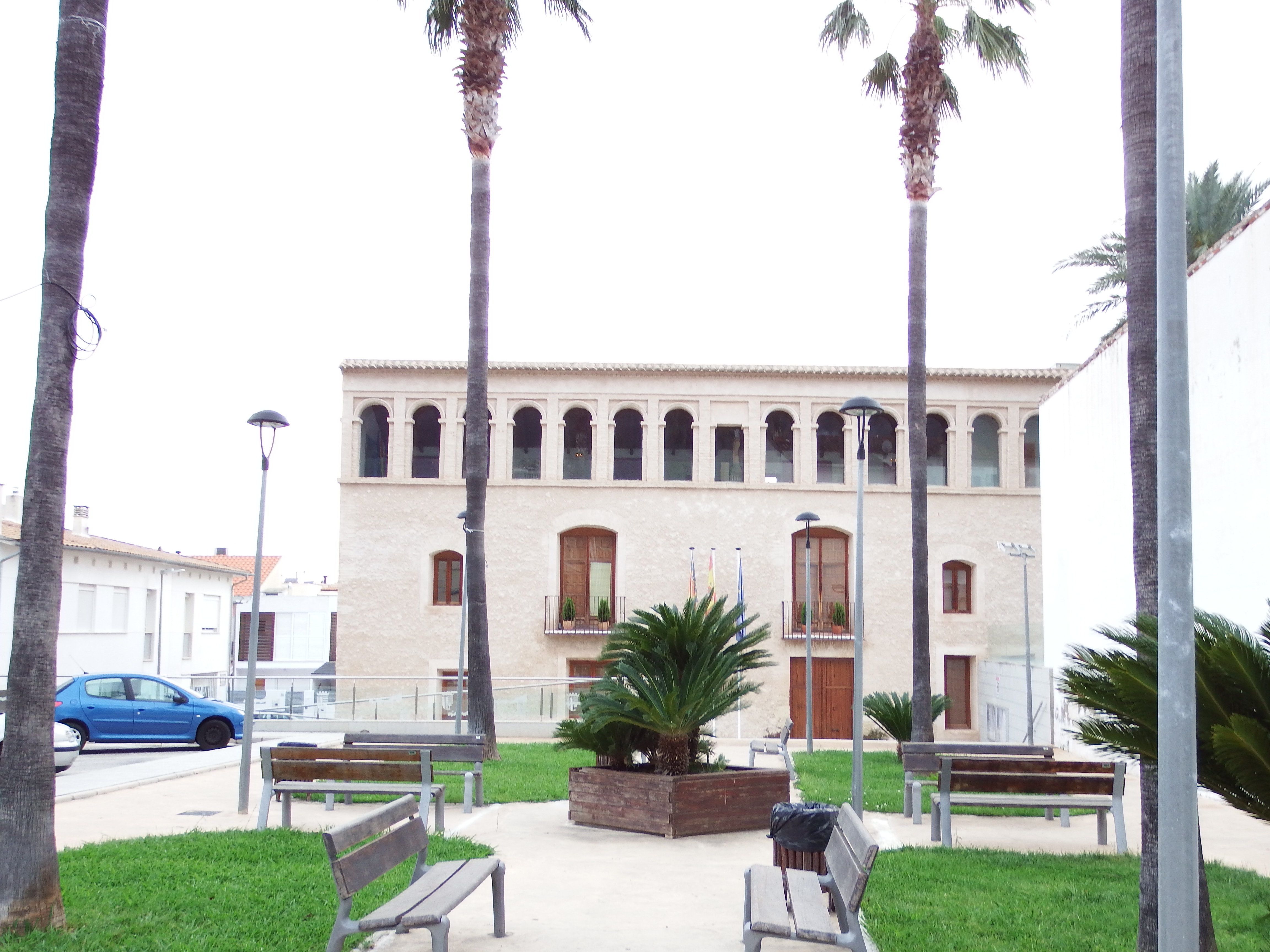
Palacio de Tallada
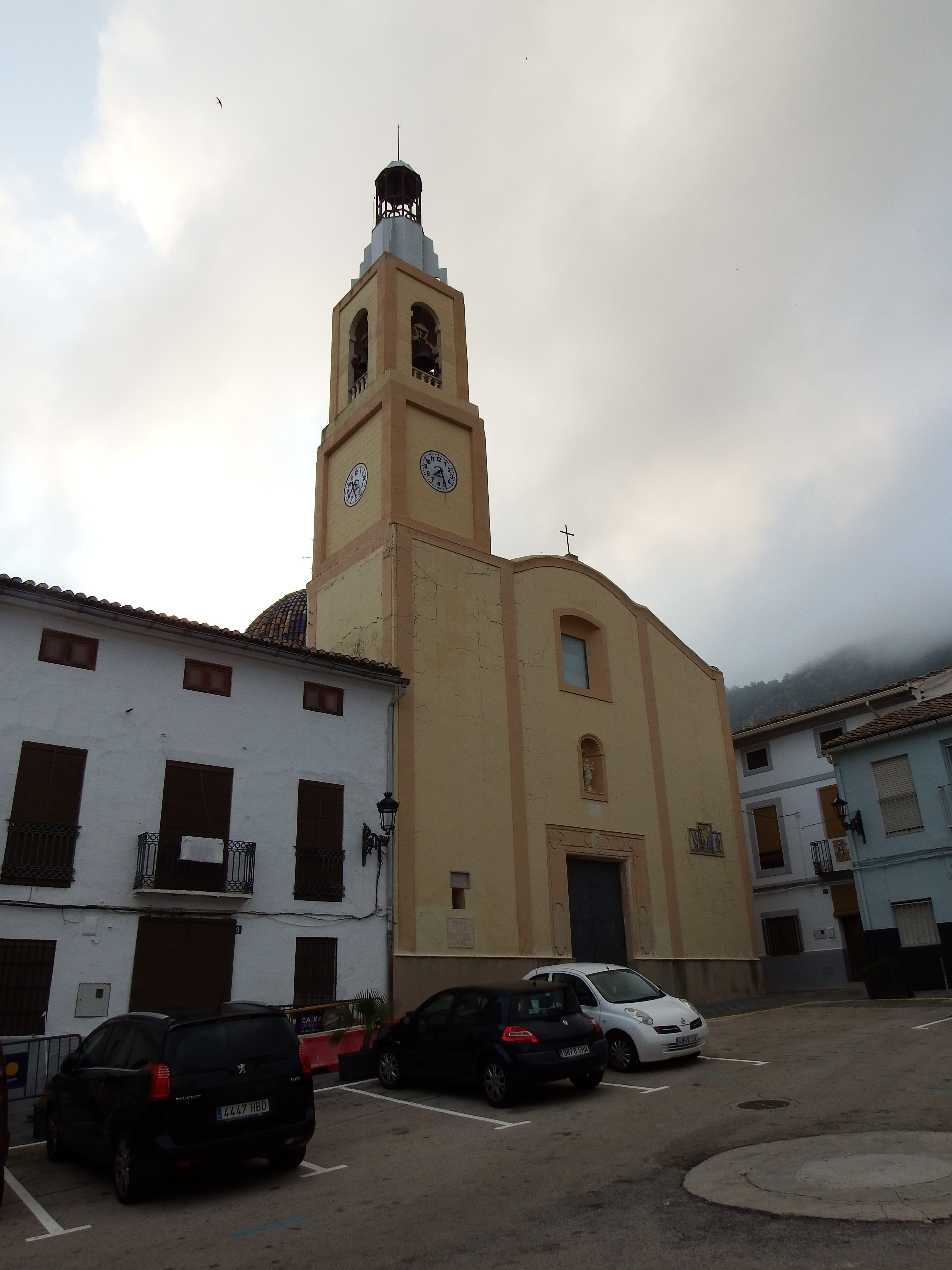
Iglesia parroquial

## Fiestas locales
Celebra sus fiestas patronales a la Virgen del Rosario, a la Divina Aurora y al Cristo del Perdón el último lunes de agosto y los dos días siguientes. Junto a las festividades religiosas se celebran festividades más populares como son la fiesta de las paellas, la fiesta de la espuma o una discomóvil.
Además el pueblo celebra una semana cultural en octubre, con actos como el paseo de la señera el día 9 (Festividad de la Comunidad Valenciana), campeonatos de atletismo, un mercado medieval, un mercado en beneficio de la sociedad musical del pueblo y otra fiesta de las paellas.